# Lepus insularis
La liebre negra (Lepus insularis) es una especie de mamífero de la familia Leporidae que vive en México.
Se encuentra amenazada de extinción por la pérdida de su hábitat natural.